# 2006年菲律賓政變
2006年2月24日，菲律賓出現企圖軍事政變事件，有5000多人上街示威，要求總統夫人下台。但有關當局已宣佈其陰謀經已瓦解，總統宣佈全國進入緊急狀態。當局已拘捕三名軍官，其中一人為華裔。
2月25日是菲律賓人民力量革命推翻獨裁者20週年，當局為防止煽動顛覆政府，已取消擬於該天舉行的多場集會。事件導致當地股市及披索下跌1%。
2月26日，菲律宾军方宣布海军陆战队司令雷纳托·米兰达少将被解除职务。 Archive.today的存檔，存档日期2013-04-28
2月27日，菲律宾总检察长表示，司法部门对16名参与军事政变的人士提起法律诉讼。被提起公诉的16人当中，包括一些士兵和4名左翼国会议员。（页面存档备份，存于）
3月3日，阿罗约对全国发表电视讲话，宣布解除一周前实施的全国紧急状态。 Archive.today的存檔，存档日期2012-07-16

## 相關新聞
- 菲律賓瓦解政變陰謀
- 菲律賓披索跌1%
- 菲律宾政局动荡专题（页面存档备份，存于） 新浪网